# Araneus trigonus
Araneus trigonus är en spindelart som först beskrevs av Ludwig Carl Christian Koch 1871.  Araneus trigonus ingår i släktet Araneus och familjen hjulspindlar. Inga underarter finns listade i Catalogue of Life.